# Michele Vitali
Michele Vitali, (nacido el 31 de octubre de 1991 en Bolonia, Italia) es un jugador de baloncesto italiano. Con 1.96 de estatura, su puesto natural en la cancha es el de escolta. Actualmente forma parte de la plantilla del Pallacanestro Reggiana de la Lega Basket Serie A italiana. Es hermano del también baloncestista, Luca Vitali.

## Carrera deportiva
Vitali es un jugador formado en el Virtus Pallacanestro Bologna.
Tiene una amplia experiencia, y es que en su país ha defendido los colores de equipos como el Juvecaserta Basket y Virtus Pallacanestro Bologna.
Durante las temporadas 2016/17 y 2017/18, el transalpino jugó en el Germani Basket Brescia, promediando en la segunda temporada unas cifras de 12,8 puntos, 3,6 rebotes y 1,8 asistencias por partido.
En julio de 2018, firma por el Morabanc Andorra que se refuerza con el internacional italiano para jugar la liga ACB 2018-19.
En la temporada 2020-21, juega en las filas del Brose Bamberg de la Basketball Bundesliga.
El 24 de junio de 2021, firma por el Reyer Venezia Mestre de la Lega Basket Serie A italiana.
El 6 de agosto de 2022 fichó por el Pallacanestro Reggiana de la Lega Basket Serie A italiana.

## Selección nacional
En verano de 2021, fue parte de la selección absoluta italiana que participó en los Juegos Olímpicos de Tokio 2020, que quedó en quinto lugar.